# Teratophthalma maenades
Teratophthalma maenades är en fjärilsart som beskrevs av William Chapman Hewitson 1858. Teratophthalma maenades ingår i släktet Teratophthalma och familjen Riodinidae. Inga underarter finns listade i Catalogue of Life.

## Bildgalleri

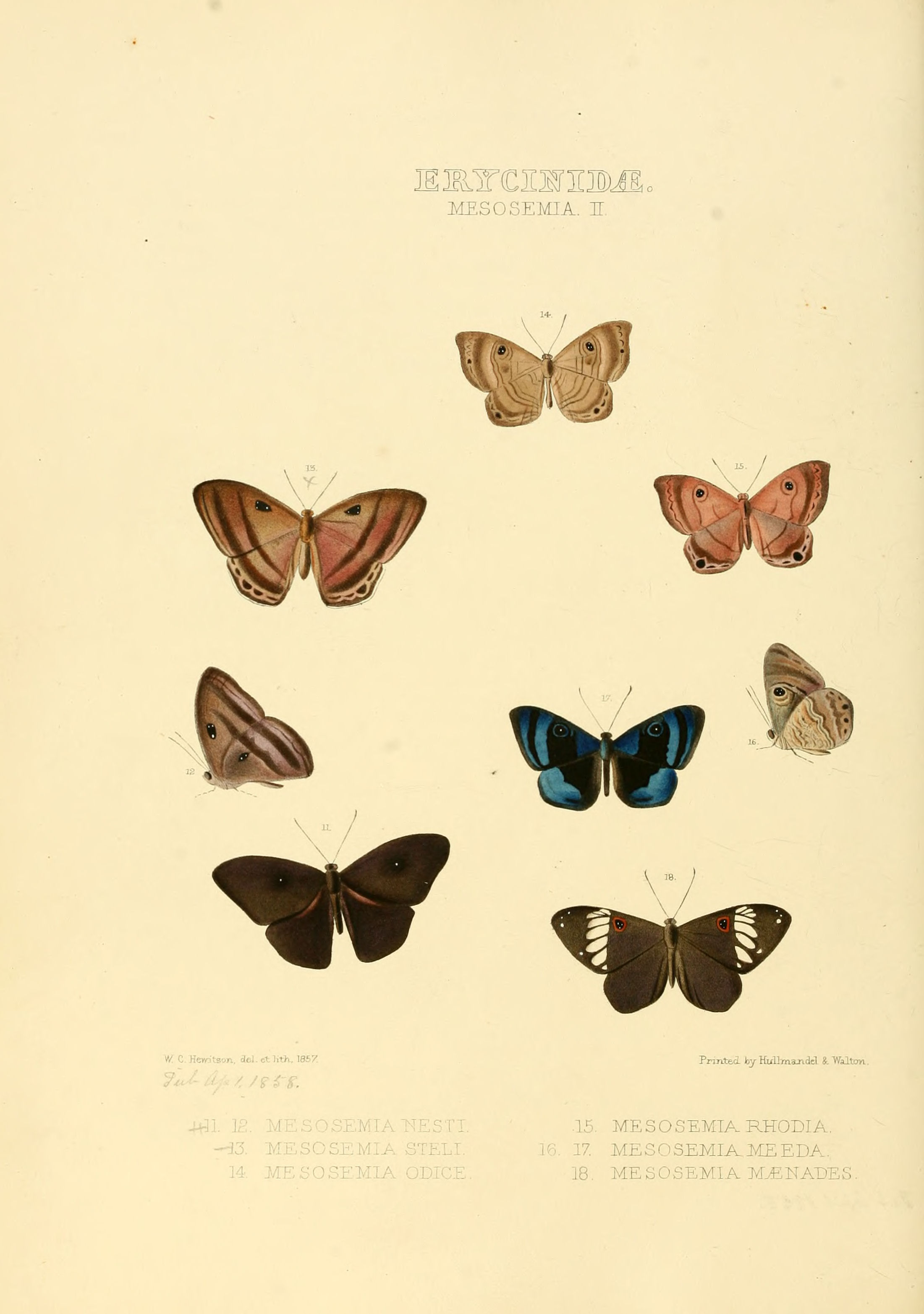
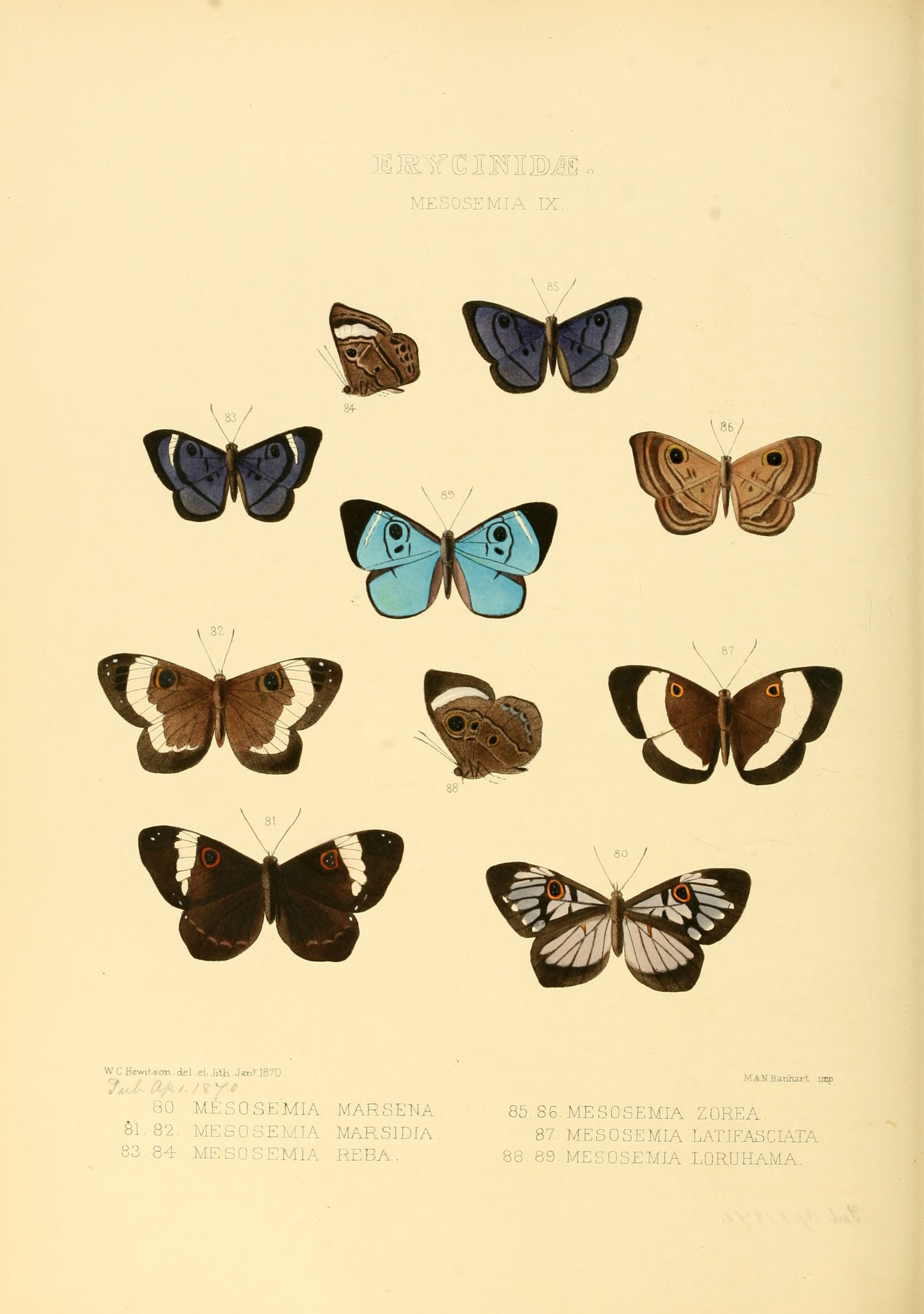